# Okrągłe (województwo lubelskie)
Okrągłe – wieś w Polsce położona w województwie lubelskim, w powiecie biłgorajskim, w gminie Biłgoraj.
W latach 1975–1998 miejscowość położona była w województwie zamojskim.
Wieś jest sołectwem w gminie Biłgoraj. Według Narodowego Spisu Powszechnego z roku 2011 wieś liczyła 374 mieszkańców i była czternastą co do wielkości miejscowością gminy.
Wierni Kościoła rzymskokatolickiego należą do parafii św. Marii Magdaleny w Biłgoraju.

## Historia
Wieś powstała w dobrach Ordynacji Zamojskiej na początku XIX wieku. Podczas zaborów stacjonujące w Biłgoraju wojsko carskie urządziło strzelnicę w lesie Krasne pod Okrągłem. Przed I wojną światową stało tutaj 36 domów, a w 1921 roku wieś liczyła 173 mieszkańców i 34 domy.